# 하비브 와히드
하비브 와히드(벵골어: হাবিব ওয়াহিদ, 1979년 10월 15일 ~ )는 방글라데시의 음악가, 작곡가, 가수이다.